# جلال مقدم
جلال مقدّم (۱۰ اردیبهشت ۱۳۰۸ – ۲۹ فروردین ۱۳۷۵) منتقد، هنرپیشه، فیلم‌نامه‌نویس و کارگردان فیلم ایرانی بود.

## زندگی
جلال مقدم، با نوشتن نقدی بر یك فیلم كانادایی در اوایل دهه ۱۳۳۰ همکاری با مطبوعات سینمایی را آغاز کرد و در مجله‌هایی از قبیل «پیك سینما» و «آتشبار» نقد می نوشت. در سال ۱۳۳۷ اولین فیلم‌نامه خود را با نام جنوب شهر  نوشت، که کارگردانی فرخ غفاری ساخته شد.. او  از سال ۱۳۴۷ مشاور مهندس رضا قطبی رئیس وقت رادیو و تلویزیون ایران بود.
او در دوران فعالیت اش نگارش فیلمنامه ۷ فیلم سینمایی را به انجام رساند. همچنین طی سال‌های ۱۳۴۵ تا ۱۳۶۵ هشت فیلم سینمایی را کارگردانی کرد. او پس از کارگردانی فیلم چمدان در سال ۱۳۶۵ دیگر فیلمی نساخت و فعالیت سینمایی را تنها در عرصه بازیگری دنبال کرد. او در ۱۷ فیلم سینمایی به ایفای نقش پرداخت.
سعید راد از او به عنوانِ دبیر انشاء خود در مقطعِ اول دبیرستان در مدرسه شاپور تجریش (نام دیگر: رشید یاسمی)، موزه سینمای کنونی، یاد می‌کند. همچنین در ادامه می‌گوید با توجه به دوستی اش با فرخ ساجدی و متناسب با آن، بازیِ ساجدی در فیلم پنجره (ساختهٔ جلال مقدم) توانسته در صحنهٔ فیلم‌برداری فرصت دیدار او را دوباره بدست بیاورد. با او گپ و گفتی می‌کند و به خاطرش می‌اندازد که او دبیر انشاء وی بوده‌است و مقدم در جواب به طنز پاسخ می‌دهد: "حالا خُب که چی؟!".
جلال مقدم که از آلزایمر رنج می‌برد در اسفند ماه سال ۱۳۷۴ بر اثر سانحهٔ رانندگی در خیابان کریمخان زند تهران، به بیمارستان منتقل شد و پس از ۶۰ روز کما، در تاریخ ۲۹ فروردین ۱۳۷۵ درگذشت.

## فیلم‌شناسی

### سینما
| سال  | عنوان               | بازیگری | نقش             | کارگردانی | نویسندگی |
| ---- | ------------------- | ------- | --------------- | --------- | -------- |
| ۱۳۳۷ | جنوب شهر            |         |                 |           | آری      |
| ۱۳۴۲ | مادر فداکار         | آری     |                 |           |          |
| ۱۳۴۳ | شب قوزی             |         |                 |           | آری      |
| ۱۳۴۴ | خشت و آینه          | آری     |                 |           |          |
| ۱۳۴۵ | خانهٔ خدا            |         |                 | آری       | آری      |
| ۱۳۴۷ | سه دیوانه           |         |                 | آری       | آری      |
| ۱۳۴۹ | پنجره               |         |                 | آری       | آری      |
| ۱۳۵۰ | فرار از تله         |         |                 | آری       | آری      |
| ۱۳۵۰ | راز درخت سنجد       |         |                 | آری       |          |
| ۱۳۵۱ | صمد و فولاد زره دیو | آری     |                 | آری       | آری      |
| ۱۳۶۳ | آشیانه مهر          |         |                 | آری       |          |
| ۱۳۶۵ | چمدان               |         |                 | آری       |          |
| ۱۳۶۶ | مار                 | آری     |                 |           |          |
| ۱۳۶۷ | هی جو               | آری     |                 |           |          |
| ۱۳۶۷ | سرب                 | آری     | دندان‌پزشک یهودی |           |          |
| ۱۳۶۸ | هامون               | آری     |                 |           |          |
| ۱۳۶۸ | دندان مار           | آری     | آقا جلال        |           |          |
| ۱۳۶۹ | گالان               | آری     |                 |           |          |
| ۱۳۶۹ | سایه خیال           | آری     |                 |           |          |
| ۱۳۷۰ | دلشدگان             | آری     |                 |           |          |
| ۱۳۷۰ | بانو                | آری     |                 |           |          |
| ۱۳۷۱ | ردپای گرگ           | آری     | آقا تهرانی      |           |          |
| ۱۳۷۲ | بلندی‌های صفر        | آری     | مزاحم           |           |          |
| ۱۳۷۲ | بدل                 | آری     |                 |           |          |
| ۱۳۷۳ | می‌خواهم زنده بمانم  | آری     |                 |           |          |
| ۱۳۷۴ | شاخ گاو             | آری     |                 |           |          |

### تلویزیون
| سال  | عنوان مجموعه     | سمت          | کارگردان               |
| ---- | ---------------- | ------------ | ---------------------- |
| ۱۳۵۶ | چنگک             | کارگردان     | گروه کارگردانی         |
| ۱۳۷۰ | این خانه دور است | بازیگر       | بیژن بیرنگ، مسعود رسام |
| ۱۳۷۳ | همسران           | بازیگر مهمان | بیژن بیرنگ، مسعود رسام |
| ۱۳۷۳ | نیمه پنهان ماه   | بازیگر       | مجید جعفری             |